# Radovan (planina)
Radovan je planina u Bosni i Hercegovini.
Najviši vrh Radovana je Brezovača s 1464 metra nadmorske visine. Čini vododjelnicu između porječja Lašve i Vrbasa. Građena je od škriljaca i vapnenaca. Na planini se nalazi rudnik barita i istoimeno jezero.